# Campionato europeo maschile under 20 di pallavolo 1971
Il campionato europeo juniores di pallavolo maschile 1971 si è svolto dal 2 all'11 settembre 1971 a Barcellona, in Spagna. Al torneo hanno partecipato 13 squadre nazionali europee e la vittoria finale è andata per la terza volta consecutiva all'Unione Sovietica.

## Regolamento
Le tredici squadre sono state divise in sei gironi: le prime classificate di ogni girone hanno acceduto al girone per il primo posto, mentre tutte le restanti hanno acceduto al girone per il settimo posto.

## Gironi
| Girone A                | Girone B                       | Girone C                     | Girone D     | Girone E                  | Girone F        |
| ----------------------- | ------------------------------ | ---------------------------- | ------------ | ------------------------- | --------------- |
| Spagna Unione Sovietica | Bulgaria Germania Ovest Grecia | Danimarca Italia Paesi Bassi | Germania Est | Jugoslavia Cecoslovacchia | Francia Polonia |

## Classifica finale
| Classifica | Squadre          |
| ---------- | ---------------- |
|            | Unione Sovietica |
|            | Polonia          |
|            | Bulgaria         |
| 4          | Germania Est     |
| 5          | Jugoslavia       |
| 6          | Italia           |
| 7          | Rep. Ceca        |
| 8          | Grecia           |
| 9          | Spagna           |
| 10         | Germania Ovest   |
| 11         | Francia          |
| 12         | Paesi Bassi      |
| 13         | Danimarca        |